# Anobilia tripartita
Anobilia tripartita är en insektsart som beskrevs av Leon Fairmaire. Anobilia tripartita ingår i släktet Anobilia och familjen hornstritar. Inga underarter finns listade i Catalogue of Life.